# Ko Doncker

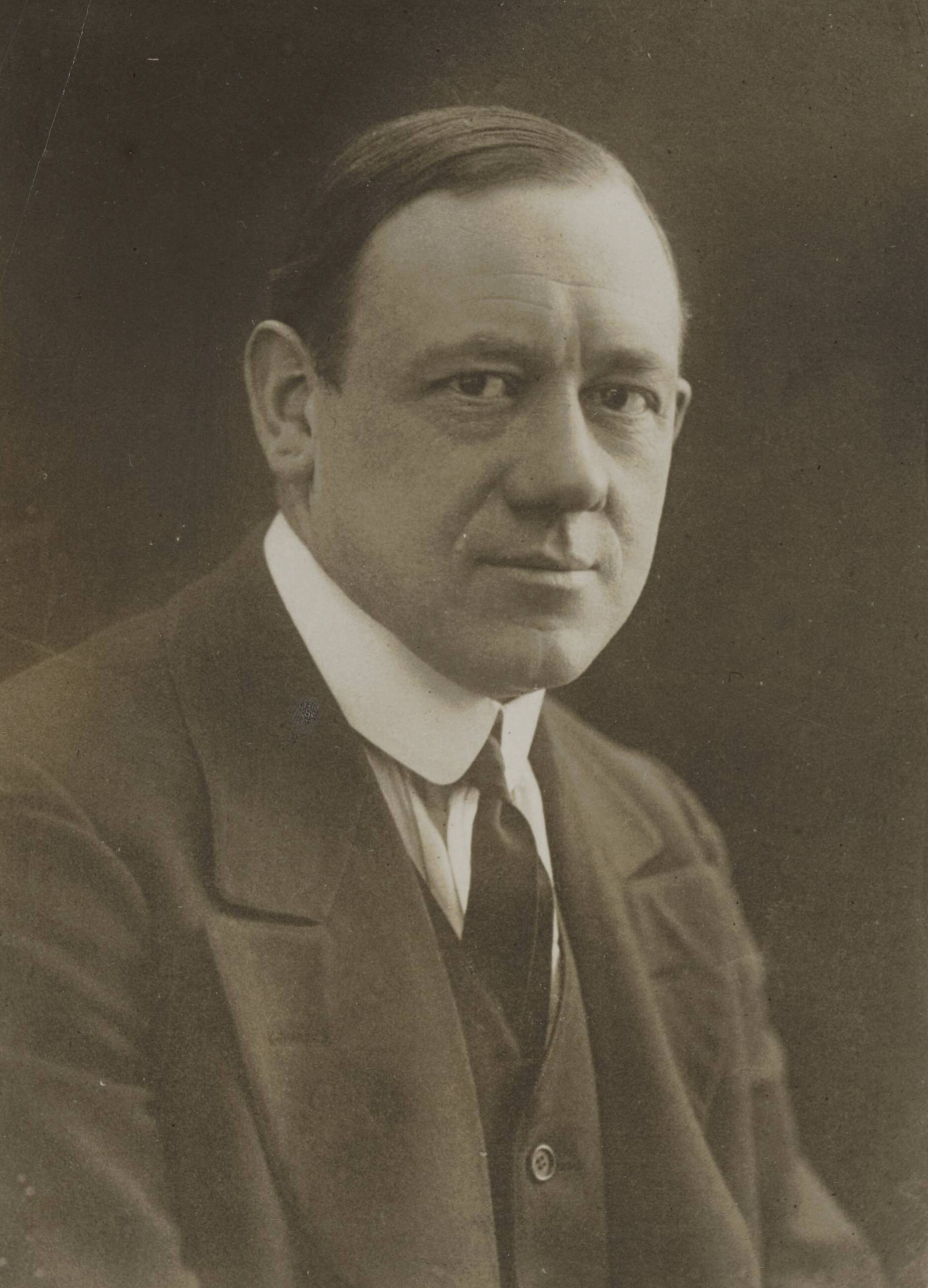
Ko Doncker

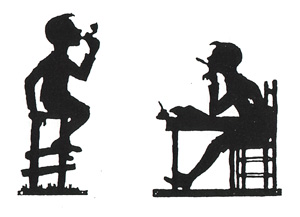
Scherenschnitt von Ko Doncker (1917)

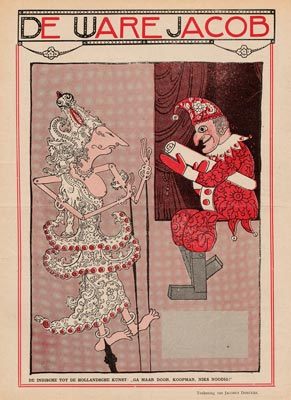
Titelblatt der Zeitschrift Ware Jacob von Doncker aus dem Jahre 1908

Jacobus „Ko“ Doncker (* 6. April 1874 in Haarlem; † 7. April 1917 ebenda) war ein niederländischer Zeichner, Schattenspielkünstler und Autor.

## Leben
Ko Doncker war der Sohn eines Bäckers für Roggenbrot. Entgegen dem Wunsch seines Vaters übernahm er nicht den Familienbetrieb in Haarlem, weil er künstlerische Ambitionen hatte. Von 1888 bis 1893 besuchte er in seiner Heimatstadt die School voor Kunstnijverheid. Nach dem Abschluss der Schule erkundete er Europa mit dem Fahrrad, lebte einige Zeit in Paris und London und verdiente seinen Lebensunterhalt zeitweise als Tapetendesigner, Bühnenbildner und Cartoonzeichner. In Belgien entwarf er Dekorationen für die Weltausstellung Brüssel 1897. Ab 1900 brachte er mehrere Bücher mit dem Titel De Avonturen van Dr. Mol heraus.
Nach dem Tod seines Vaters im Jahre 1906 kehrte Doncker nach Haarlem zurück und kümmerte sich um die Bäckerei; in einem Hinterraum hielt er stets seine Mal- und Zeichenutensilien bereit. Er ging erneut auf Reisen, wurde aber schließlich in Haarlem sesshaft und führte dort das Leben eines Einsiedlers. Er arbeitete als Cartoonist für die Zeitungen Groene Amsterdammer, Haarlems Dagblad und die satirische Wochenzeitung De Ware Jacob. Seine größten Leidenschaften war jedoch der Scherenschnitt und das Schattenspiel, wodurch er nationale Bekanntheit erlangte. Auch führte er 1911 den Limerick in den Niederlanden ein.
Weitere Einnahmequellen von Doncker waren Zeichnungen für Werbezwecke. Er entwickelte mehrere Comic strips: Für Verwegen & Kok, einen Kofferproduzenten aus Amsterdam, kreierte er Het avontuur van Mr Haverstock, zeichnete Werbung für die Genevermarke Oude Boll, für ein Blumengeschäft schuf er Werbung in Scherenschnittform sowie die Werbefigur Piet Pelle für den Fahrradhersteller Gazelle. Für den Zigarrenproduzenten Salm gestaltete er Bauchbinden mit der Figur Jan van der Plas, auf denen davor gewarnt wurde, zu früh mit dem Rauchen anzufangen. Nach einigen Jahren stellte er seine Tätigkeiten in der Werbung ein und widmete sich ganz dem Schattenspiel. Er schuf ganze Stücke, die er auch vertonte.
Am 7. April 1917 war Ko Doncker, der an einer Nierenerkrankung litt, mit dem Fahrrad unterwegs, als er ohnmächtig wurde und vom Rad stürzte. Auf dem Weg zum Krankenhaus starb er im Alter von 42 Jahren an einem Herzanfall.
In einem Nachruf schrieb die Zeitschrift Elsevier's Geïllustreerd Maandschrift, Doncker habe einen Humor gehabt wie Wilhelm Busch. Sie beschrieb den Verstorbenen als einen einfachen, kindlichen und naturverbundenen Mann: Niemand sei weniger eitel gewesen als er.

## Schriften
- De avontuuren van Dr Mol. Amsterdam 1900
- Gedichten van een Schoolmeester. Amsterdam 1901
- Een wraak, of De nieuwe beurs van Amsterdam : drama in vijf bedrijven. Amsterdam 1903
- Hoe Dr. Mol zijn vrouw kreeg. Amsterdam 1904
- t Avontuur van Piet Pelle op zijn Gazelle : een boeiend verhaal voor kinderen van 8 tot 80 jaar. Dieren 1912